# Nový Kostel
Nový Kostel (německy Neukirchen) je obec v okrese Cheb v Karlovarském kraji. Žije zde 520 obyvatel. Nový Kostel je členem Svazku obcí Kamenné Vrchy.

## Historie
Nový Kostel byl založen v 17. století. Svůj název obec získala v témže století díky stavbě kostela v roce 1613. Vzhledem k tomu, že tento kostel byl oproti kostelu v Křižovatce nový, dostala obec název Nový Kostel. Kostel byl postaven z popudu tehdejšího faráře v Chlumu sv. Maří Šebestiana Kristiána a byl spravován farou v Chlumu. Teprve na žádost statkáře Mulze von Woldau byla v roce 1657 zřízena fara při zdejším kostele. První písemná zmínka o obci pochází z roku 1714. Roku 1776 došlo ke zvětšení kostela a k farnosti přibyly další obce.
Roku 1842 vypukl v obci hladomor, jako důsledek dlouhotrvajícího sucha. Roku 1845 se stal obětí katastrofy samotný kostel Povýšení svatého Kříže, když jeho věž byla zapálena bleskem. Požár byl tak mohutný, že při něm shořely varhany a roztavily se kostelní zvony. Kostel byl postupně obnoven a roku 1884 na něm byly instalovány věžní hodiny. Roku 1850 zaneslo vojsko do obce, kde bylo ubytováno, tyfus, na který zemřelo mnoho osob. Zajímavý je v obci dům čp. 33 s hrázděným patrem, jenž je od roku 2001 chráněn jako kulturní památka České republiky.
Obyvatelstvo obce se živilo především zemědělstvím, také tkalcovstvím a později domáckým houslařským průmyslem. Většinu svých výrobků pak odvádělo do obce Schönbach (dnešní Luby u Chebu), kde byl zajišťován prodej a vývoz výrobků.
Dosídlení obce po roce 1945 znamenalo pro obec zřejmě roky největšího rozvoje. Nacházela se zde tehdy spousta obchodů, včetně 10 hostinců, truhlářský závod, kolářství, byla zde ordinace praktického lékaře, do obce dojížděli zubní technici, v obci se nacházela stanice SNB, restaurace, pošta a byla zde i pobočka banky.

## Současnost
V obci se nachází základní škola s 1. – 5. ročníkem, mateřská škola, pošta a knihovna. Působí zde také sportovní oddíl TJ Jiskra, který má k dispozici hřiště s kabinami, myslivecké sdružení Kopanina a Sbor pro občanské záležitosti. Obecní úřad také spravuje lyžařské vlek v Čižebné. Dnes má celé území 523 obyvatel žijících v 142 domech.
Západní oblast území České republiky, do které spadá i Nový Kostel, je spolu se sousedními oblastmi Saska a Bavorska známa častým výskytem slabších zemětřesení. Zemětřesení se zde zpravidla vyskytují v sériích, tzv. rojích, kdy v období několika dnů až měsíců dojde ke stovkám až tisícům otřesů, z nichž jen některé bývají obyvateli registrovány. Právě poblíž obce Nový Kostel se nachází jedno ze zemětřesných ohnisek, které je zhruba v hloubce 6 – 11 kilometrů. Během uplynulých 10 let zde bylo zaregistrováno 20 000 mikrozemětřesení. Mezi silnější zemětřesení, která se projevila v obci, byla zemětřesení z roku 1962, z 21. prosince 1985, kdy bylo poškozeno 15 % domů, roku 1997 a poslední z podzimu roku 2000.
Dne 8. října 2008 došlo v okolí Nového Kostela opět k zemětřesení. Otřesy dosáhly 2,5 stupně Richterovy stupnice, následně 12. října pak téměř stupně 4.
V katastru Nového Kostela se proto nachází jedna ze seismologických stanic České regionální seismické sítě. Je umístěna na souřadnicích 50°13′59″ s. š., 12°26′53″ v. d. v nadmořské výšce 564 metrů. Data z této stanice jsou přenášena internetem v reálném čase do Geofyzikálního ústavu ČSAV. Ve stanici jsou umístěny širokopásmové a krátkoperiodické seismometrické senzory a také senzor na měření silných pohybů půdy.
Nový Kostel je také jednou z lokalit v Karlovarském kraji, kde jsou instalovány větrné elektrárny (další lokality se nachází u Božího Daru či Háje). Poblíž Nového Kostela v místní části Čižebná je od roku 2006 v provozu větrný park čtyř větrných elektráren, když k původně jedné větrné elektrárně typu Vítkovice VE315-2 byly přistavěny další tři typu Tacke TW/500 kW.
Podle jiného zdroje bylo uvedení do provozu v roce 2004 resp. 2005.

## Obyvatelstvo
| Rok            | 1869  | 1880  | 1890 | 1900 | 1910 | 1921 | 1930 | 1950 | 1961 | 1970 | 1980 | 1991 | 2001 | 2011 |
| -------------- | ----- | ----- | ---- | ---- | ---- | ---- | ---- | ---- | ---- | ---- | ---- | ---- | ---- | ---- |
| Počet obyvatel | 1 173 | 1 038 | 964  | 977  | 867  | 809  | 873  | 215  | 244  | 237  | 276  | 294  | 274  | 266  |
| Počet domů     | 84    | 85    | 86   | 86   | 85   | 86   | 97   | 93   | 129  | 42   | 40   | 53   | 58   | 61   |

| Rok            | 1869  | 1880  | 1890  | 1900  | 1910  | 1921  | 1930  | 1950 | 1961 | 1970 | 1980 | 1991 | 2001 | 2011 |
| -------------- | ----- | ----- | ----- | ----- | ----- | ----- | ----- | ---- | ---- | ---- | ---- | ---- | ---- | ---- |
| Počet obyvatel | 3 700 | 3 521 | 3 220 | 3 156 | 3 057 | 2 916 | 3 012 | 925  | 855  | 697  | 628  | 519  | 538  | 484  |
| Počet domů     | 475   | 496   | 504   | 488   | 483   | 484   | 506   | 471  | 179  | 141  | 115  | 136  | 142  | 158  |

## Pamětihodnosti
- Kostel Povýšení svatého Kříže
- Socha svatého Jana Nepomuckého
- Sloup se sochou Panny Marie

## Pověsti
K obci se váže pověst o správci kláštera ve Valdsasích, který svůj život dožíval právě v Novém Kostele na jednom z honosných statků. Díky tomu, že svůj majetek nenabyl poctivou cestou, přicházely na něho ve stáří často výčitky svědomí. Proto prosil své děti, aby vše vrátily, ty ho však nebraly vážně. Po jeho smrti v pátek třináctého byl správce pohřben na místním hřbitově. Již první noc po pohřbu se na hřbitově ukázal neznámý jezdec na koni a vyvolal nebožtíka z hrobu. Posadil mrtvého za sebe na koně a rozjel se s ním pryč ze hřbitova. Ten se však při průjezdu branou v zoufalství zachytil sloupku, spadl z koně a zřítil se ze strmé stráně k potoku. Tam jej také ráno nalezl hrobník, který hrůzou zešedivěl. Od té doby se tomuto místu říká Pekelný sráz.

## Části obce
- Nový Kostel (Neukirchen): k. ú. Nový Kostel, Lesná u Nového Kostela (Wallhof)
- Božetín (Fassattengrün): k. ú. Božetín, vč. osady Oldřišská (Ullersgrün)
- Čižebná (Zweifelsreuth): k. ú. Čižebná, Nový Kostel, Smrčí u Nového Kostela (Krondorf), Svažec (Ehmet)
- Horka (Berg): k. ú. Horka u Milhostova
- Hrzín (Hörsin): k. ú. Hrzín u Nového Kostela
- Kopanina (Frauenreuth): k. ú. Bor u Kopaniny (Haid), Kopanina
- Mlýnek (Mühlgrün): k. ú. Mlýnek
- Spálená (Brenndorf): k. ú. Nový Kostel

## Soutěž Vesnice roku
V celostátní soutěži Vesnice roku 2018 se Nový Kostel umístil na třetím místě za obcemi Dolní Němčí a Šumvald. Soutěže se v roce 2018 zúčastnilo celkem 228 obcí.